# Angelika Kauffmann
Angelika Kauffmann (Chur, Graubünden kanton, 1741. október 30. – Róma, 1807. november 5.) svájci–osztrák klasszicista festőnő.

## Életpályája
Apja Joseph Johann Kauffmann freskó- és portré festő volt. A család 1752-ben Comóba költözött. Angelika a Comói-tó partján nőtt fel. Hatéves korában már megmutatkozott rendkívüli rajzolási tehetsége, édesapja tanította. Rómában megismerkedett Wincklemannal. 1766-ban apjával Velencéből Párizson keresztül Londonba ment, ahol a Charing Crossnál található Suffolk Streeten rendezték be lakásukat. Reynolds kezét visszautasította, de 1767. november 22-én hozzáment egy később csalónak bizonyuló férfihoz, aki egy ideig Frederick de Horn svéd gróf néven szerepelt és megfosztotta az asszonyt a vagyonától. A házasságot az anglikán egyház 1768. február 10-én érvénytelenítette. Kauffmann ezután nőül ment Antonio Zucchi középszerű velencei festőhöz. Vele és apjával együtt 1776-ban Velencébe költözött, apja halála után, 1782-ben pedig Rómában telepedett le. 1787-ben ismerkedett meg Goethével, Iphigenia c. munkájához számos illusztrációt készített.
Angelika Kauffmann egyik alapító tagja volt a londoni Király Művészeti Akadémiának, ahol több képét is kiállította.
Korának legünnepeltebb művészei közé tartozott. Műveinek legnagyobb része azon angol, német, olasz és orosz palotákban található meg, amelyekben festette őket. Történeti festményei közül nevezetesek: Arminius a teutoburgi csata után, Ónémet ifjú temetése, Az erények szolgálnak a vallásnak, Képek Yorick szentimentális utazásához és Abelard és Heloisehoz; Az elhagyott Ariadne.
Rézkarcokat is készített.

## Galéria

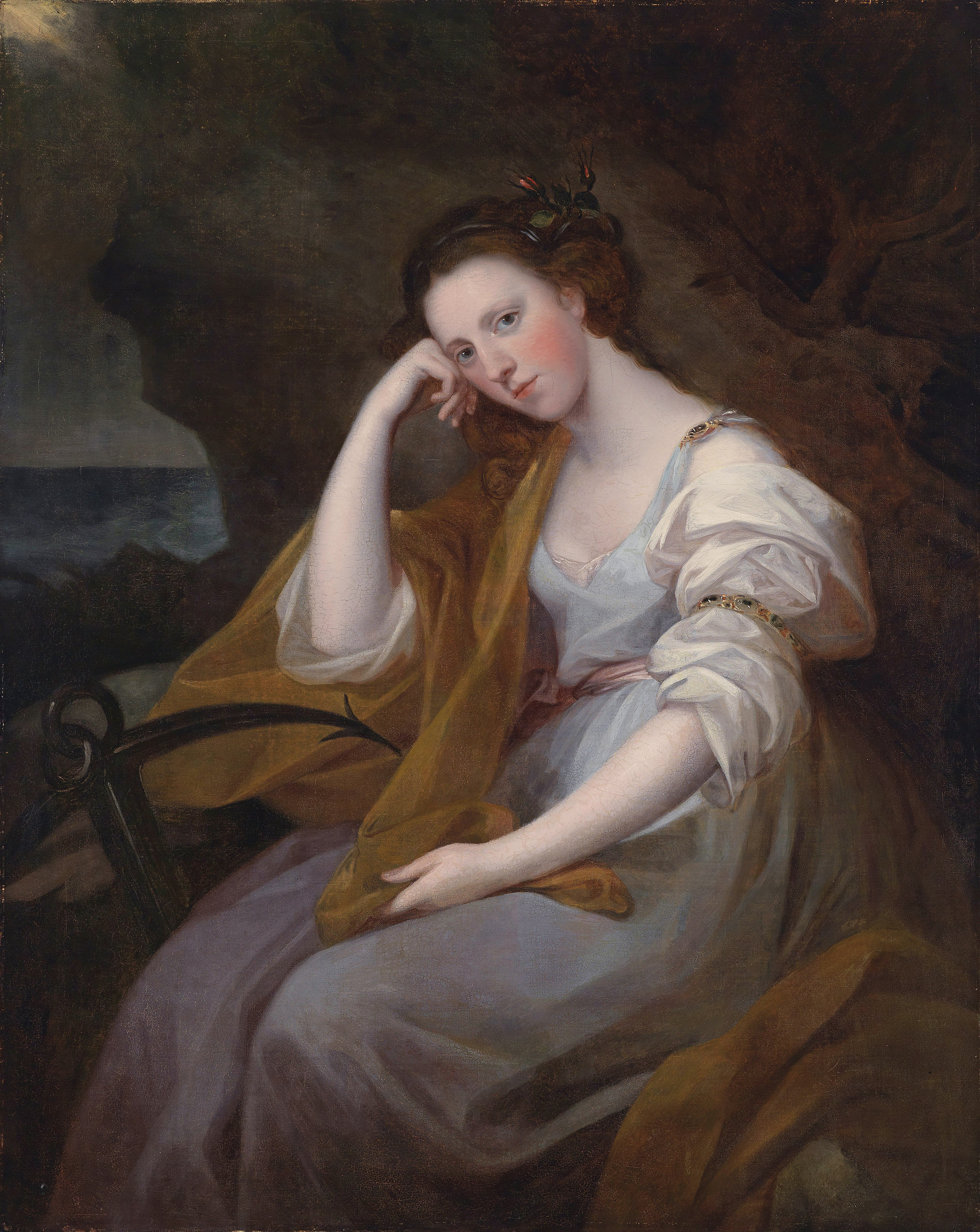
Louisa Leveson Gowe portréja (1767)
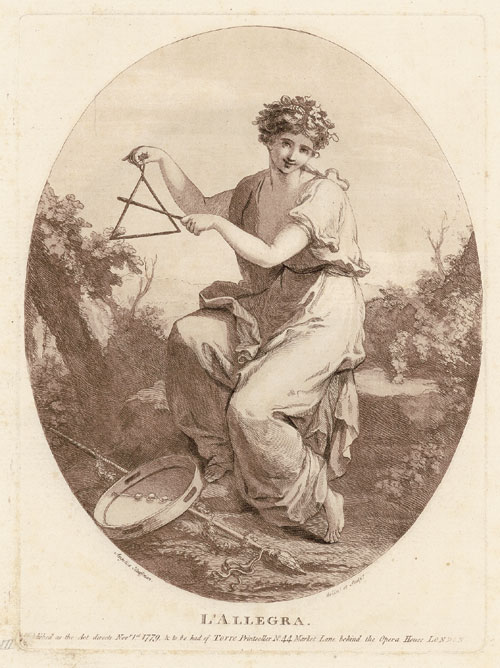
L'Allegra (1779)
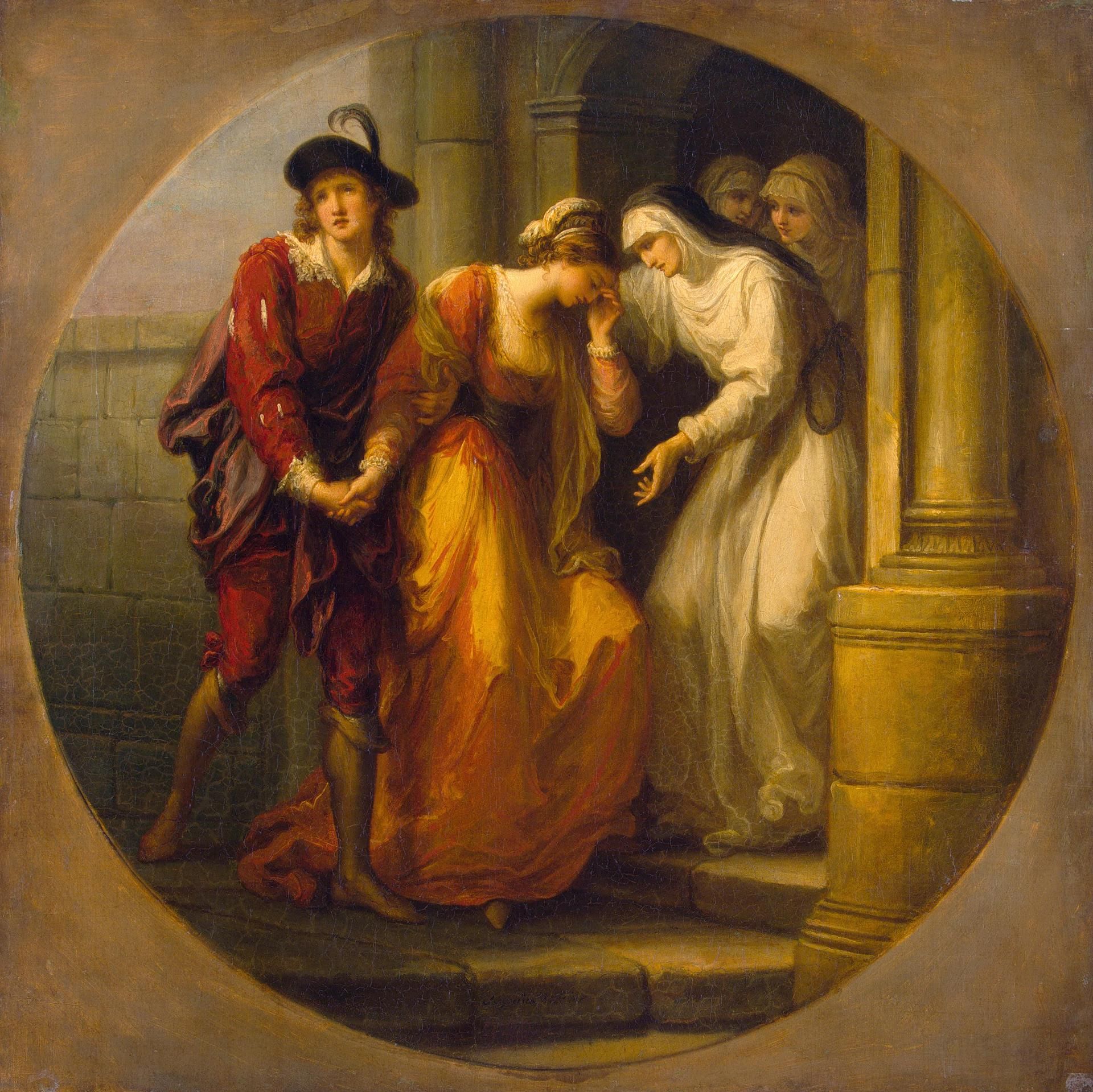
Abélards búcsúja Héloise-tól (1780)
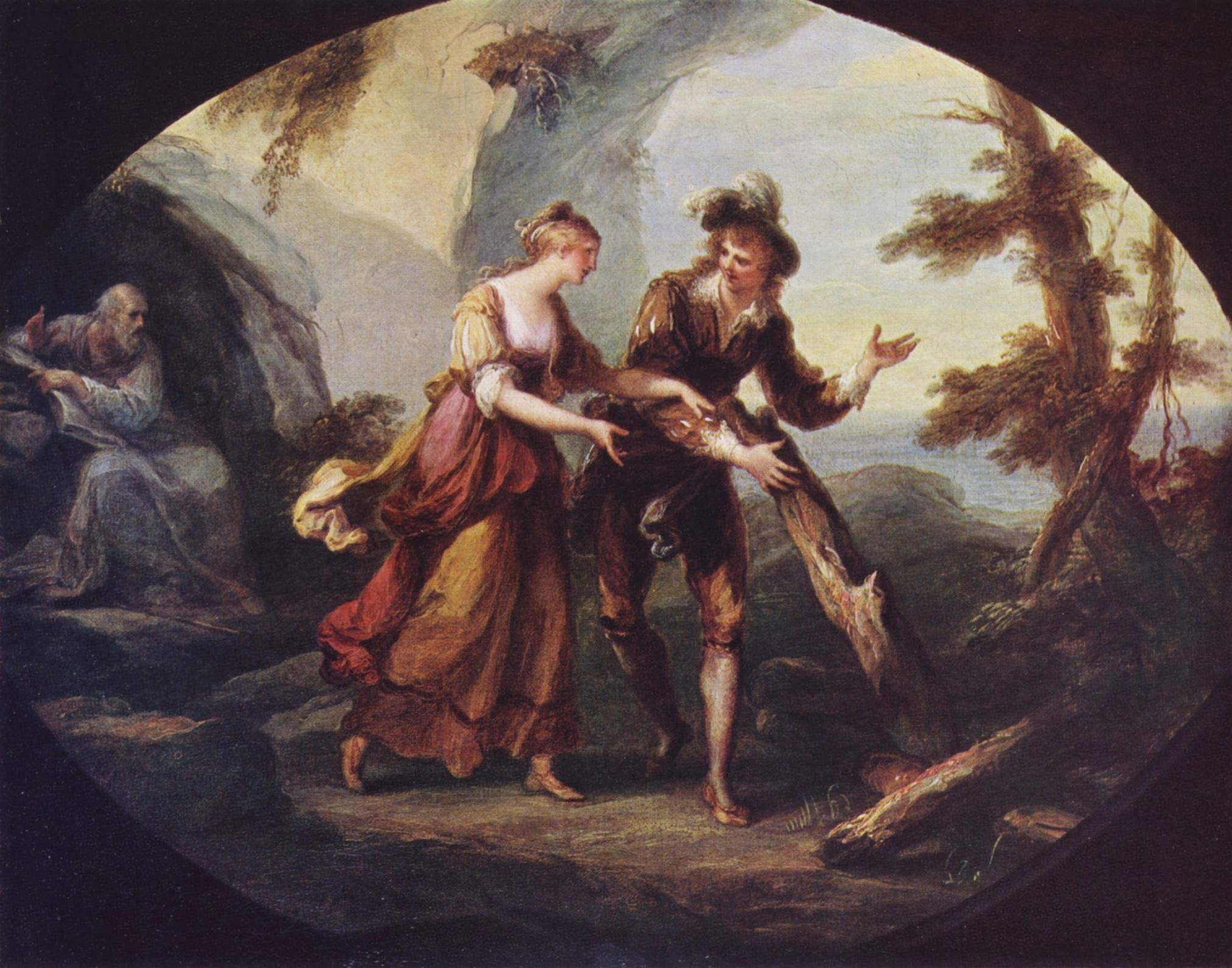
Miranda és Ferdinand (1782)
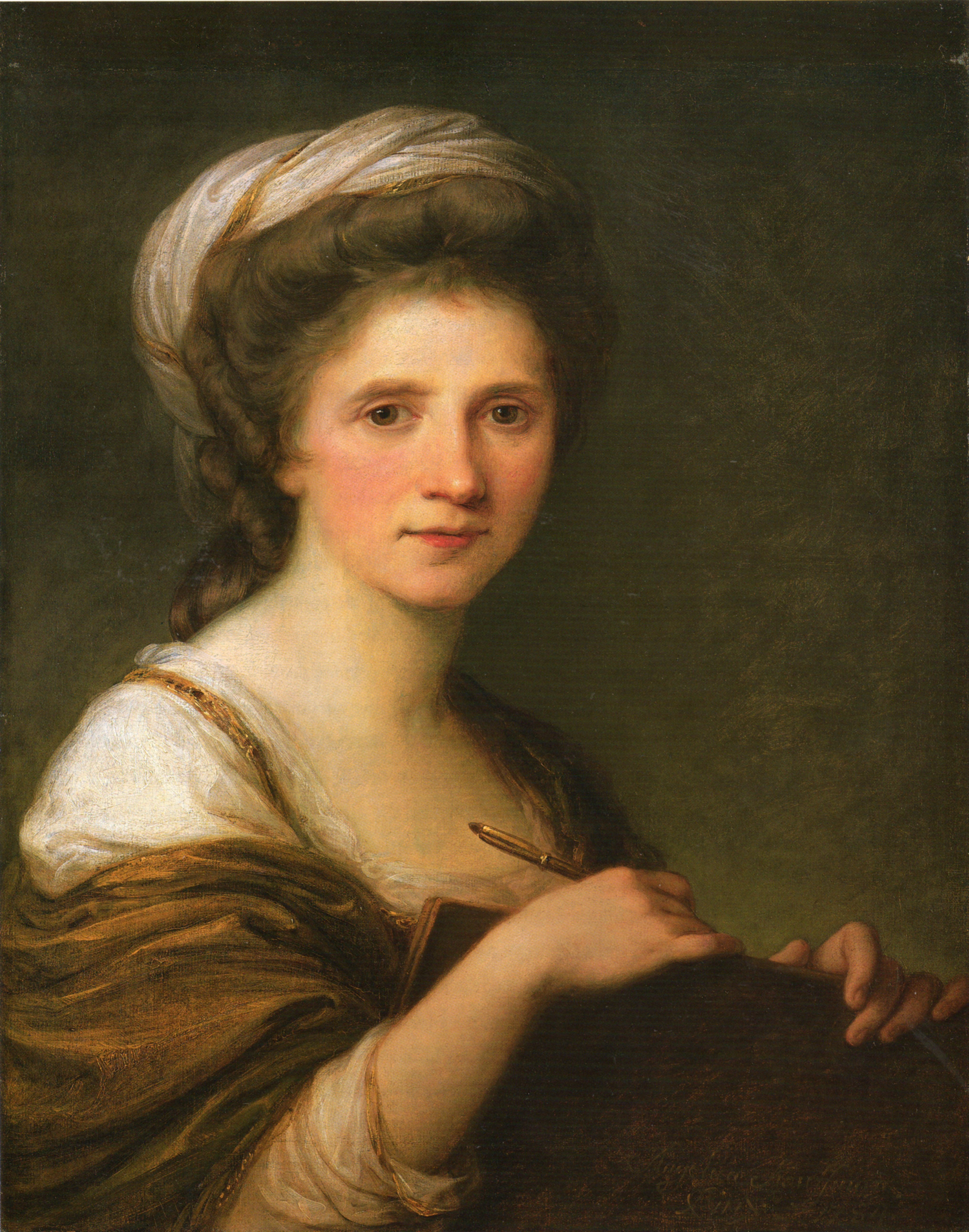
Angelika Kauffmann önarcképe 1784-ből (Neue Pinakothek, München)
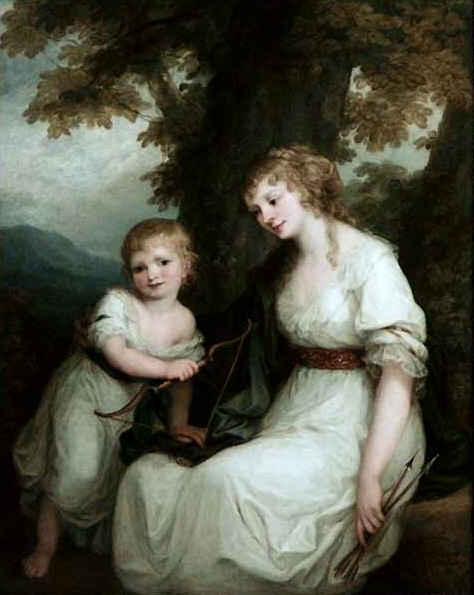
Juliane von Krüdener és fia, Paul (1786)
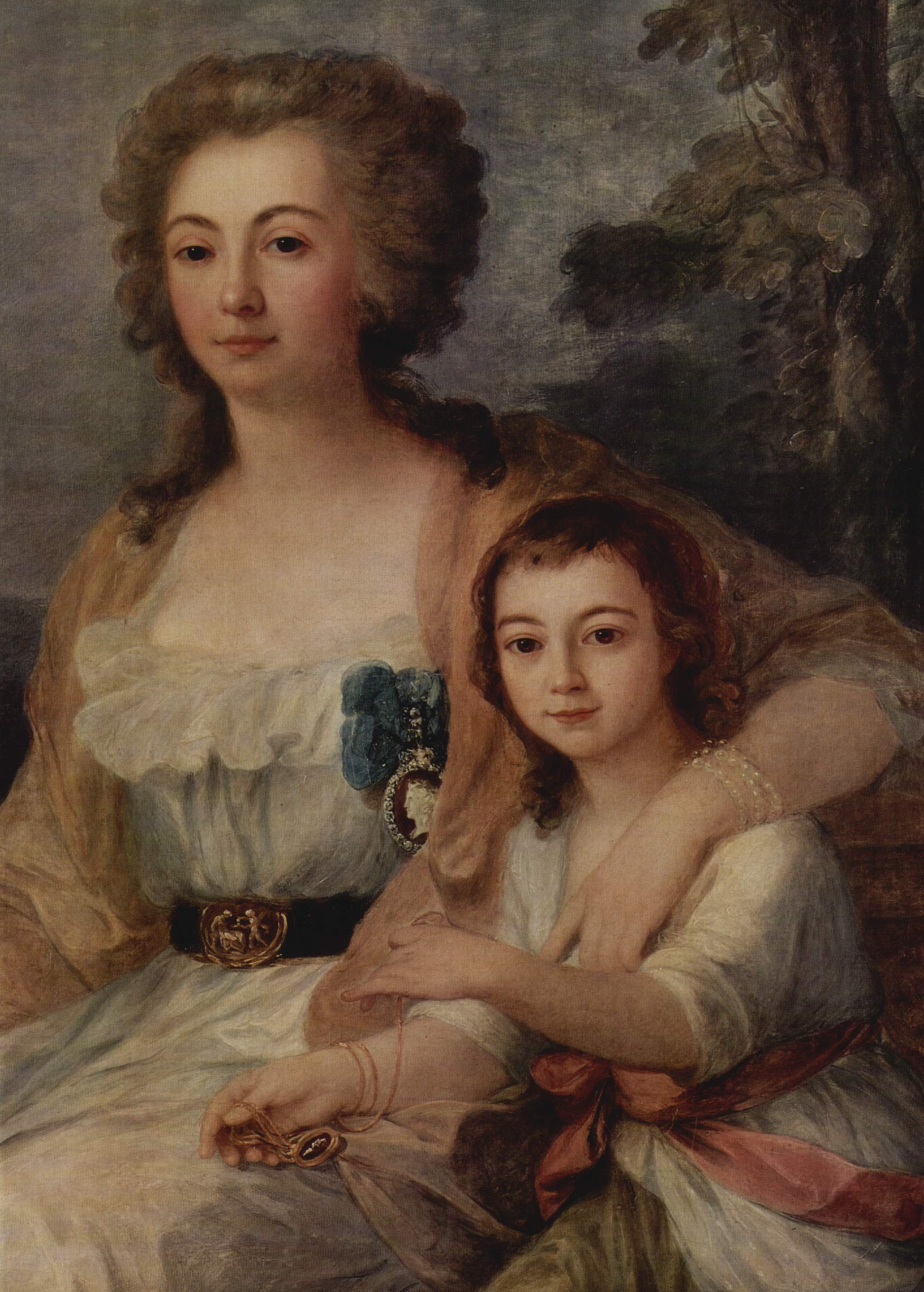
Anna Protassowa grófnő és unokahúga (1788)

## Kiállítások
- Retrospektive Angelika Kauffmann (270 works, c. 450 ill. ), Düsseldorf, Kunstmuseum (Nov. 15th 1998 - Jan. 24th 1999); München, Haus der Kunst (Febr. 5th - April 18th 1999); Chur, Bündner Kunstmuseum (May 8th - July 11th 1999).

## Bibliográfia
- Bettina Baumgärtel (ed.): Retrospective Angelika Kauffmann, Exh. Cat. Dusseldorf, Kunstmuseum; Munich, Haus der Kunst, Chur, Bündner Kunstmuseum, Ostfildern, Hatje 1998, ISBN 3-7757-0756-5
- Angelica Kauffman Research Project: Forthcoming catalogue raisonné by Bettina Baumgärtel